# Carolin Butterwegge

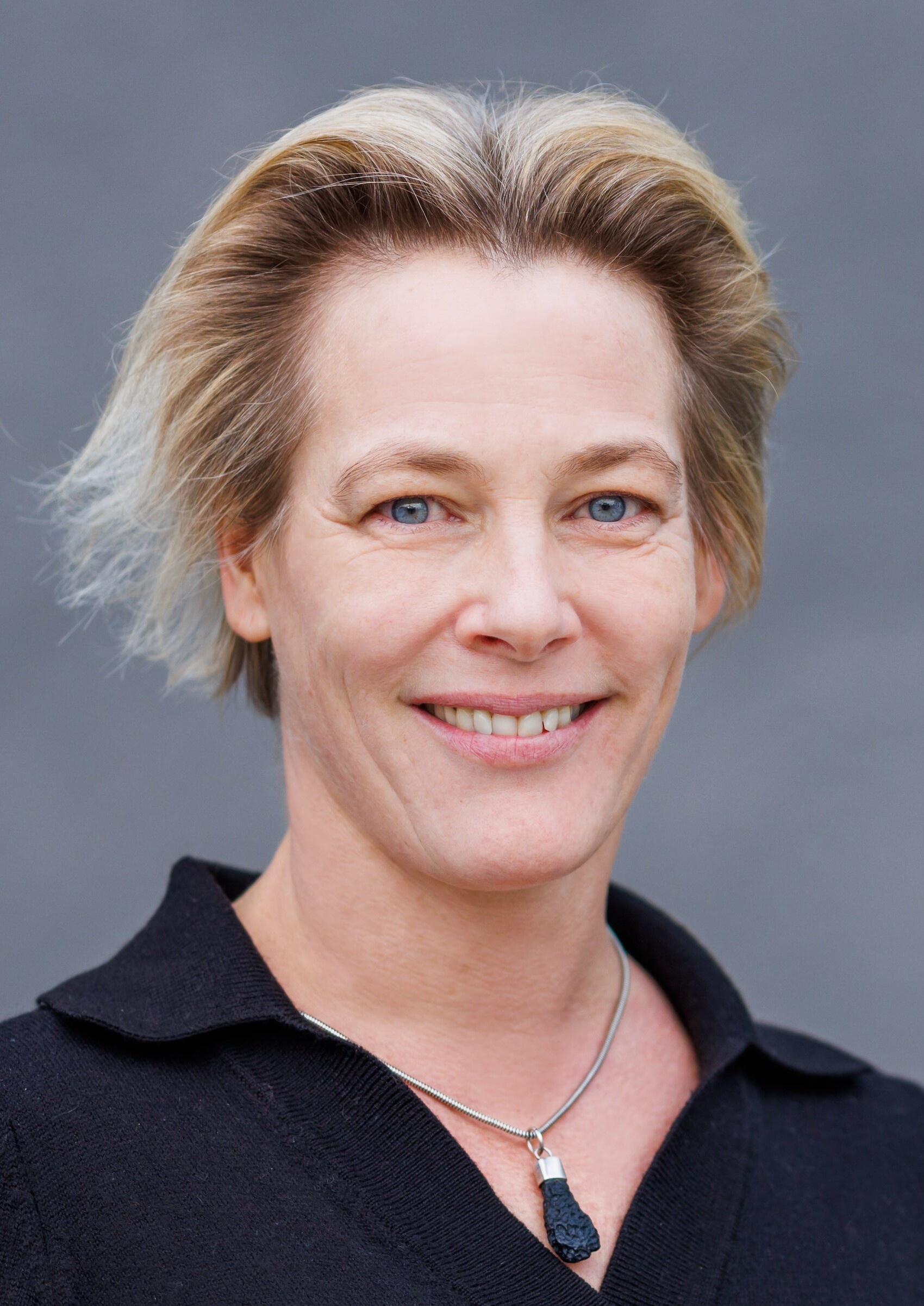
Carolin Butterwege, 2022

Carolin Butterwegge (geborene Caroline Reißlandt, * 28. Juni 1974 in Wermelskirchen) ist eine deutsche Soziologin und Politikerin (BSW, zuvor Die Linke). Sie war von 2010 bis 2012 Mitglied des Landtags Nordrhein-Westfalen. Bei der Landtagswahl im Jahr 2022 war sie Spitzenkandidatin ihrer Partei.

## Leben
Butterwegge studierte von 1994 bis 1998 Sozialarbeit an der Fachhochschule Köln. Nach dem Anerkennungsjahr bei der Arbeiterwohlfahrt war sie als wissenschaftliche Mitarbeiterin an der FH Köln tätig. Seit 2001 führte sie Seminare, Lehraufträge und Forschungsprojekte zur Kinderarmut durch, beriet freiberuflich Betriebsräte zur Gleichbehandlung und war von 2002 bis 2007 freie Mitarbeiterin der Bundeszentrale für Politische Bildung im Bereich Migration. Von 2007 bis 2010 war sie wissenschaftliche Mitarbeiterin von Bundestags- bzw. Landtagsabgeordneten. 2009 promovierte sie an der Universität Duisburg-Essen über Armut von Kindern mit Migrationshintergrund. Seither arbeitet sie als Dozentin an der Professur für Erziehungswissenschaft der Universität zu Köln.
Butterwegge trat 2005 der WASG bei und wurde durch deren Fusion mit der PDS 2007 Mitglied der Partei Die Linke und blieb dies bis Dezember 2023. Deren Bundesausschuss gehörte sie bis 2009 an. Von 2007 bis 2010 (als sozial- und kinderpolitische Sprecherin) und erneut seit 2018 ist sie Mitglied im Landesvorstand der NRW-Linken. Von 2010 bis 2012 gehörte sie für Die Linke dem nordrhein-westfälischen Landtag an. Im Wahlkampf setzte sie sich für mehr direkte Demokratie ein. Butterwegge war Mitglied der politischen Strömung Sozialistische Linke (SL).
Anfang 2024 trat Butterwegge aus der Partei Die Linke aus und wechselte zum neu gegründeten Bündnis Sahra Wagenknecht.
Sie lebt in Köln und ist mit Christoph Butterwegge verheiratet. Das Paar hat zwei Kinder.

## Publikationen
- Armut von Kindern mit Migrationshintergrund. Ausmaß, Erscheinungsformen und Ursachen. VS Verlag, Wiesbaden 2010, ISBN 978-3-531-17176-0.
- mit Christoph Butterwegge: Kinder der Ungleichheit. Wie sich die Gesellschaft ihrer Zukunft beraubt. Campus Verlag, Frankfurt 2021, ISBN 978-3-593-51483-3.[6]